# Paludititan nalatzensis
Paludititan nalatzensis es la única especie conocida del género extinto Paludititan es un génerode dinosaurio saurópodo titanosauriano que vivió a finales del período Cretácico Superior, hace aproximadamente 70 millones de  años, en el Maastrichtiense, en lo que es hoy Europa. 

## Descripción
Paludititan era un miembro pequeño de los Sauropoda, con una altura de hombros de unos 2 m. Gregory S. Paul en 2016 estimó la longitud de Magyarosaurus dacus y Paludititan, considerado por él como un posible taxón único, en 6 metros, el peso en una tonelada. Los restos fósiles muestran al menos cuatro características únicas, autapomorfias, que demuestran que P. nalatzensis es una especie distinta de los titanosaurios comparables. En las vértebras traseras de la espalda, la parte superior de la lámina centrodiapofiseal anterior, la cresta frontal en la parte inferior de la apófisis lateral, curvada oblicuamente hacia el frente y arriba corre paralela a la parte superior de la lámina centrodiapofiseal posterior, la cresta posterior, en cambio de tocarlo. En las vértebras de la base de la cola y las primeras vértebras de la cola media, las espinas neurales, aunque son cortos y erguidos, poseen una esquina conspicua en su borde frontal, que se proyecta hacia el frente. Mientras que las vértebras de la base de la cola y las primeras vértebras de la cola media son procoelicas, por tanto con una faceta frontal cóncava del centro vertebral, algunas vértebras de la cola media más hacia atrás son anfiplatas, con facetas frontal y posterior planas; pero de nuevo son seguidos por vértebras procelulares de la cola media. El pedúnculo del isquion, que toca el ilion, tiene un proceso triangular conspicuo en la parte posterior superior externa, formando un contrafuerte que se superpone al pedicelo isquiático del ilion.

## Descubrimiento e investigación
Fue descrito en 2010 por Zoltan Csikiego et al. basados en un esqueleto parcial, incluidas partes de la columna vertebral y la cintura escapular, descubiertas en los estratos de la Cuenca Haţeg Nǎlaţ-Vad, en Transilvania, en la actual Rumania. Este sitio a finales del Cretácico era una llanura de inundación. En comparación con otros titanosáuridos de la Cuenca Haţeg Paludititan es conocido por un ejemplar relativamente completo. Csiki et al. especifican las cinco autapomorfías de este tipo que se refieren a la morfología de los huesos vertebrales e isquiáticos. 
En 2002 una expedición belga-rumana descubrió un esqueleto de saurópodo en el lecho del río Râul Mare, en Nǎlaț-Vad. En ese momento, era el esqueleto de saurópodo más completo jamás descubierto en Rumania. En 2010 la especie tipo Paludititan nalatzensis fue nombrada y descrita por Zoltán Csiki, Vlad Codrea, Cǎtǎlin Jipa-Murzea y Pascal Godefroit. El nombre genérico se deriva del latín palus , "pantano" y del griego titán. El nombre específico se refiere a su lugar de hallazgo Nǎlaț-Vad.
El holotipo, UBB NVM1, se encontró en la cuenca Haţeg, en una capa limosa de lutolita de la Formación Sânpetru, que data de principios del Maastrichtiano. Consiste en un esqueleto parcial que carece de cráneo. Contiene tres vértebras dorsales, al menos nueve vértebras caudales, doce galones, la mitad derecha de la pelvis, un isquion izquierdo, el extremo inferior del fémur derecho y dos garras. Los restos no se encontraron articulados sino en una asociación tan estrecha que es probable que representen a un solo individuo.
Los autores que describen Paludititan consideraron la posibilidad de que el esqueleto fuera un espécimen de Magyarosaurus dacus, un saurópodo titanosaurio coetáneo que comparte el mismo hábitat. Los restos superpuestos eran idénticos. Por otro lado, no mostraron ningún rasgo único compartido, sinapomorfias y M. dacus se conoce de una ubicación diferente. Se sintieron justificados para nombrar un taxón separado, en espera de nuevos descubrimientos.

## Clasificación
Una evaluación por parte de los autores mediante un  análisis filogenético indica que Paludititan es un relativamente avanzado titanosáurido, pero sus parientes más cercanos no están claros. Paludititan se colocó en 2010 en el Titanosauria . Más precisamente, se consideró un miembro probable de Lithostrotia. El análisis cladístico sugirió que era una especie hermana del Epachthosaurus sudamericano.

## Paleoecología
Paludititan es representante de una fauna de dinosaurios grandes de la Cuenca Haţeg, que abarca al menos unas pocas especies de terópodos y varias especies de ornitisquios. La otra especie de saurópodo conocido de la cuenca es otro titanosaurio, Magyarosaurus. Sin embargo, puede representar a otro tipo de titanosaurio. Paludititan vivió en la isla Cretácica Hațeg con un conjunto diverso de animales, incluyendo otros animales enanos como su pariente Magyarosaurus, el hadrosáurido Telmatosaurus y el iguanodontiano Zalmoxes. Otros dinosaurios endémicos incluyen el nodosáurido Struthiosaurus, varios maniraptores pequeños y fragmentarios Bradycneme, Elopteryx, Heptasteornis y el avialan Balaur. El principal depredador del ecosistema de la isla fue el pterosaurio azdárquido gigante Hatzegopteryx.